# سامی سالو
سامی سالو (فنلاندی: Sami Salo؛ زادهٔ ۲ سپتامبر ۱۹۷۴) بازیکن هاکی روی یخ اهل فنلاند بود.
از باشگاه‌هایی که در آن بازی کرده‌است می‌توان به ونکوور کناکز و تمپا بی لایتنینگ اشاره کرد.